# Salmo pallaryi
 Salmo pallaryi  ist eine ausgestorbene Fischart aus der Familie der Lachsfische (Salmonidae), die im 2395 m hoch gelegenen Aguelmame Sidi Ali (Aguelmame-See) im marokkanischen Atlasgebirge endemisch war.

## Merkmale
Salmo pallaryi erreichte eine Körperlänge von 24 cm. Der Körper war dunkelbraun bis schwärzlich gefärbt und wies keine Musterung auf. Die Schnauze war hoch und schmal. Die Analflossen hatten 12 bis 13 (selten 14) Stützelemente (Pterygiophoren). Hinsichtlich der Beschaffenheit der Augenhöhlenknochen (Circumorbitale) zeigte die Art Ähnlichkeiten mit Salmo ohridanus.

## Aussterben
Salmo pallaryi verschwand, nachdem 1934 Karpfen im Aguelmame Sidi Ali ausgesetzt wurden. Seit 1938 gilt die Art als ausgestorben. Es existieren nur zwei Exemplare in den Museumssammlungen.